# Mang Roosevelt
Mang Roosevelt, tên khoa học là Muntiacus rooseveltorum, là một loài động vật có vú trong họ Hươu nai, bộ Guốc chẵn. Loài này được Osgood mô tả năm 1932.
Một mẫu vật duy nhất của M. rooseveltorum đã được nộp cho Bảo tàng Field năm 1929 sau chuyến đi săn do Theodore (Jnr) và Kermit Roosevelt dẫn đầu.
Mẫu vật này hơi nhỏ hơn một chút so với mang Ấn Độ và thử nghiệm DNA chỉ ra rằng nó là khác biệt với các loài mang mới phát hiện gần đây. Một số người cho rằng nó là phân loài của mang Fea (Muntiacus feae) với danh pháp M. f. rooseveltorum, với phạm vi phân bố của loài này là vùng núi xa hơn về phía tây bắc, được chia tách bởi vùng đất thấp. Tuy nhiên, khi không/chưa có chứng cứ bổ sung thêm thì vị trí chính xác của mang Roosevelt không thể được định rõ. Phức tạp hơn là mối quan hệ của nó với một vài tên gọi được đề xuất sau này, bao gồm M. truongsonensis, M. putaoensis và M. puhoatensis.
Có một vài tuyên bố cho rằng đã tái phát hiện được loài mang này, từ chứng cứ bao gồm các hộp sọ mà những người dân bản địa sống ven dãy núi Trường Sơn giữa Lào và Việt Nam sở hữu. Gần đây hơn, các bức ảnh do máy ảnh bẫy chụp lại tại Khu bảo tồn thiên nhiên Xuân Liên (Thường Xuân, Thanh Hóa, Việt Nam) dường như đã nhận dạng được hai cá thể. Sau một thời gian theo dõi, mới đây, các nhà khoa học Việt Nam xác định chỉ còn khoảng 30 cá thể mang Roosevelt. Mới đây, thông tin từ Khu Bảo tồn thiên nhiên Xuân Liên (Thanh Hoá), kết quả thực địa trên tuyến, điểm và bẫy ảnh xác định được 11 cá thể Mang Pù Hoạt và 36 ghi nhận khác về loài Mang thường. Với kết quả điều tra trên thực địa cùng kết quả phân tích ADN các mẫu thu thập được dự án đã xác định khu bảo tồn hiện là nơi sinh sống và tồn tại của hai loài Mang: Mang thường (Muntiacus muntjak) và Mang Pù Hoạt (Muntiacus puhoatensis)